# Ein Augenblick Liebe
Ein Augenblick Liebe ist ein französischer Liebesfilm von Lisa Azuelos aus dem Jahr 2014.

## Handlung
Auf der Buchmesse in Rennes wird der Strafverteidiger Pierre Solal der Schriftstellerin Elsa Santorini vorgestellt. Pierre ist seit 15 Jahren verheiratet und Vater von zwei Kindern. Er ist glücklich mit seiner Familie. Elsa ist Mutter von drei Kindern und hat sich gerade von ihrem deutlich jüngeren Freund, dem Schriftsteller Hugo, getrennt. Pierre und Elsa verstehen sich sehr gut, doch will Pierre seine Ehe nicht gefährden und Elsa nicht ihren Vorsatz brechen, nie eine Affäre mit einem verheirateten Mann zu beginnen. Beide treffen sich einige Zeit später zufällig auf einer Party wieder. Sie flirten miteinander, tanzen zusammen und küssen sich schließlich. Dennoch tauschen sie am Ende des Abends bewusst keine Telefonnummern aus. Pierre stellt sich kurz vor, wie eine Affäre mit Elsa weitergehen würde, wie sich beide in einem Hotel treffen würden, wie seine Frau dahinterkäme und die Ehe schließlich geschieden werden würde.
Pierre sieht Elsa, die sich in einem Sorgerechtsstreit befindet, kurz darauf im Gericht wieder. Er stellt sich vor, wie sich beide sehen und schließlich küssen würden. In Wirklichkeit gehen beide aneinander vorbei, ohne dass Elsa ihn bemerkt hätte. Auf der Feier des gemeinsamen Freundes Julien treffen sich Pierre und Elsa wieder. Pierre ist mit Ehefrau Anne erschienen, Elsa gibt wiederum kurzerhand vor Pierre vor, dass sie und ihr Ex-Freund Hugo eigentlich noch ein Paar sind. Später gelingt es Elsa, Pierres Handynummer herauszubekommen. Beide schreiben sich nun gelegentlich SMS, auch wenn Pierre die Gefahr der Situation bewusst ist. Zum Ball der Advokaten geht Elsa mit ihrem Freund Marc, weil sie weiß, dass auch Pierre vor Ort sein wird. Pierre und Elsa werden in ihrem Gespräch von einem Bekannten Pierres unterbrochen, der Elsa für seine Frau hält. Pierre wiegelt ab und Elsa verlässt überstürzt die Veranstaltung.
Erneut führt der Zufall beide zusammen: Er vertritt einen Fall in London, während sie in der Stadt ihr neues Buch vorstellt. Beide checken im selben Hotel ein und nehmen Zimmer auf derselben Etage. Sie verabreden sich für den Abend, den sie auf einer Hochzeit verbringen, zu der sie sich selbst einladen. Sie haben sehr viel Spaß zusammen und landen am Ende in Elsas Zimmer. Schon nach kurzer Zeit werden sie vom Telefonklingeln gestört: Eine Tochter Elsas ruft an. Während Elsa telefoniert, verlässt Pierre das Zimmer. Er will die Affäre, die noch gar nicht richtig begonnen hat, beenden.
Pierre hat während der Handlung einen Film über das Quantenuniversum gesehen, in dem Dinge nicht an einem Ort bleiben müssen, sondern an mehreren Orten gleichzeitig sein können. Es zeigt sich, dass Pierre und Elsa zwar einander auf der Buchmesse in Rennes vorgestellt wurden und sich für einen Augenblick unterhielten, Elsa jedoch in Wirklichkeit nach kurzer Zeit zu einem anderen Gast der Feier gerufen wurde.

## Produktion

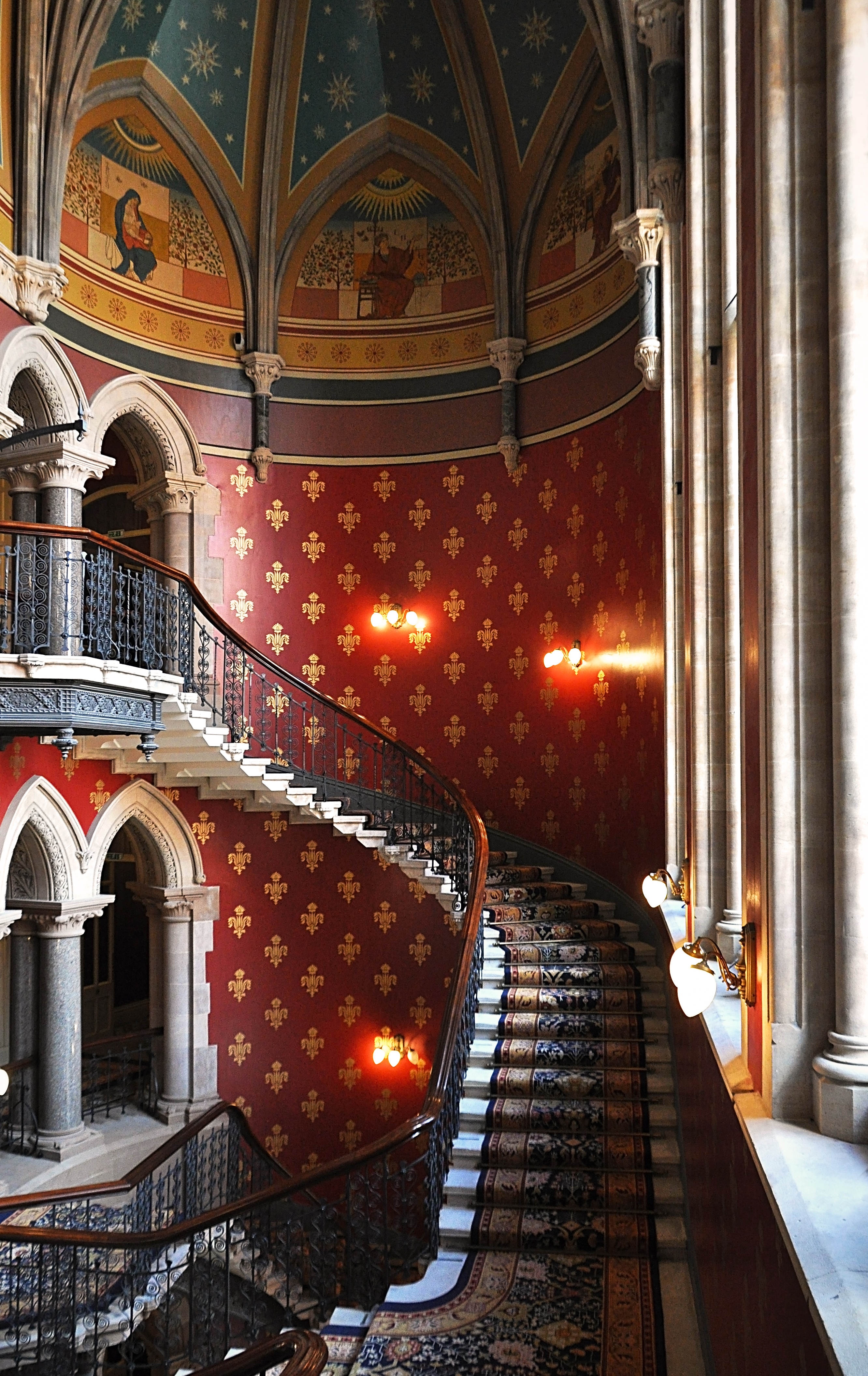
St. Pancras Renaissance Hotel in London, ein Drehort des Films

Ein Augenblick Liebe war der fünfte Film, bei dem Lisa Azuelos Regie führte. Nach LOL (Laughing Out Loud) (2008) arbeitete sie dabei zum zweiten Mal mit Schauspielerin Sophie Marceau zusammen. Der Film wurde in Paris und London gedreht. Die Szenen im Londoner Hotel entstanden im St Pancras Renaissance Hotel. Der Arbeitstitel des Films lautete Des gens bien und Pressentiment. Die Kostüme schuf Isabelle Pannetier, die Filmbauten stammen von Anne Seibel. Der Film ist Azuelos’ guter Freundin Valérie Benguigui gewidmet, die 2013 verstarb.
Der Film lief am 23. April 2014 in den französischen Kinos an, wo er von rund 352.000 Zuschauern gesehen wurde. In Deutschland kam der Film am 7. August 2014 in die Kinos. Im Januar 2015 erschien der Film auf DVD.

## Synchronisation
| Rolle          | Darsteller      | Synchronsprecher |
| -------------- | --------------- | ---------------- |
| Elsa Santorini | Sophie Marceau  | Irina Wanka      |
| Pierre Solal   | François Cluzet | Frank Röth       |
| Lily           | Lily Taieb      | Jodie Blank      |

## Kritik
Die Welt befand, dass Hauptdarsteller François Cluzet als Liebhaber ungeeignet sei. Der Film kreise am Ende nur um die Frage, ob Elsa und Pierre zusammenkommen. „Mag man von einer Romanze auch nicht viel mehr erwarten, ist das wenige dann realistisch-belanglos umgesetzt. Regisseurin Lisa Azuelos spielt mit dem Licht, um Dramatik oder besonders starke Gefühle zu visualisieren, wenn die Dialoge zu dünn werden.“ „Der Aufruhr der Gefühle bleibt eine blasse Angelegenheit“, befand die Frankfurter Allgemeine Zeitung und kritisierte unter anderem „die ältliche Moral der Geschichte“ und „die Einfältigkeiten des Soundtracks [und] des Skripts“. „Die betörenden Hauptdarsteller versetzen auch den Zuschauer in einen Rausch der Sinne, doch die trivialen Bilder sorgen für Ernüchterung“, fasste Cinema zusammen.
Der Tagesspiegel lobte den Film als „beschwingte…, leichte…, im besten Sinne französische… Komödie, die romantischer nicht sein könnte und vielleicht gerade deshalb eine melancholische Note hat.“ Auch der Deutschlandfunk befand, dass der Film „sehr gute Kino-Unterhaltung [ist]. Dies ist so ziemlich das Beste, was derzeit im Autorenkino möglich ist: In Zeiten von Wellness-Filmen wie Monsieur Claude und Ziemlich beste Freunde, die tun, als seien sie Kunst, obwohl sie doch nur seichter Schmarren sind, ist dies ein Lichtblick.“

„Das inhaltlich eher banale Liebes- und Ehebruchsdrama zelebriert die vertrauten Gesten der Verführung, wobei es sich der glatten Oberflächen und klischeebehafteten Rhetorik von Frauenzeitschriften bedient. Zugleich nutzt der Film diese Mittel aber wiederholt bewusst und formal versiert, um den Zuschauer in seinen Erwartungshaltungen in die Irre zu führen.“